# OVW 위민스 챔피언십
OVW 위민스 챔피언십(OVW Women's Championship)은 OVW에 속한 챔피언십중 하나이며 여성 챔피언십이기도 하다.

## 역사
2006년 O.D.B가 초대 챔피언이 되었다.

## 같이 보기
- TNA 넉아웃 챔피언십